# André Pereira
André Filipe Ferreira Coelho Pereira (Porto, 5 maggio 1995) è un calciatore portoghese, di ruolo attaccante, svincolato.

## Caratteristiche tecniche
È un centravanti.

## Carriera
Ha esordito nella massima serie portoghese il 25 novembre 2017 con la maglia del Porto in occasione del match pareggiato 1-1 contro il Desp. Aves.

## Palmarès

### Club

#### Competizioni nazionali
- Segunda Liga: 1

Rio Ave: 2021-2022